# Elana Meyers Taylor
Elana Alessandra Meyers Taylor (* 10. Oktober 1984 als Elana Alessandra Meyers in Oceanside, Kalifornien) ist eine US-amerikanische Bobfahrerin. Sie ist außerdem als Siebener-Rugby-Spielerin aktiv und ehemalige Softball-Spielerin.

## Werdegang
Elana Meyers wurde in Oceanside, Kalifornien geboren und wuchs in Douglasville, Georgia auf. Sie war bereits in der Highschool in diversen Sportmannschaften tätig, darunter Softball, Fußball und Basketball. Sie erlangte an der George Washington University 2007 einen Bachelor-Abschluss in Sportphysiologie sowie 2011 einen Master-Abschluss in Sportmanagement. Während ihres Studiums spielte sie in der Softball-Mannschaft der Universität und wurde in mehrere Auswahlmannschaften berufen. Zudem spielte sie für Mid-Michigan Ice in Midland, Michigan professionell Softball, ehe sie 2007 zum Bobsport wechselte. Neben dem Sport studiert sie an der DeVry University Betriebswirtschaftslehre.
Bereits in ihrer ersten Saison als Bobfahrerin wurde sie in den Nationalkader berufen und belegte als Anschieberin für Shauna Rohbock 2008 in Altenberg erstmals einen Podestplatz im Weltcup. 2009 gewann sie erneut als Anschieberin für Rohbock Silber bei den Weltmeisterschaften in Lake Placid und 2010 gemeinsam mit Erin Pac Bronze bei den Olympischen Winterspielen in Vancouver. Nach den Olympischen Spielen 2010 wechselte sie auf den Pilotensitz und erreichte beim Weltcup 2011 in Igls ihren ersten Podestplatz als Pilotin. Neben Bronze bei der Weltmeisterschaft 2012 in Lake Placid und Silber bei der Weltmeisterschaft 2013 in St. Moritz wurde sie in diesen beiden Jahren mit dem US-Team Weltmeisterin im Mannschaftswettbewerb. 2014 gewann sie gemeinsam mit ihrer Anschieberin Lauryn Williams Silber bei den Olympischen Spielen in Sotschi und belegte im Gesamtweltcup 2013/14 ebenfalls den zweiten Platz hinter Kaillie Humphries aus Kanada.
Im April 2014 heiratete sie den ehemaligen Bobfahrer Nic Taylor und startet seitdem unter dem Namen Elana Meyers Taylor. 2014 wurde sie zudem erstmals in den Kader der US-Auswahl für Siebener-Rugby berufen.
Im Winter 2014/15 nahmen Elana Meyers Taylor und Kaillie Humphries als erste Frauen die neu geschaffene Möglichkeit wahr, an Viererbob-Rennen der FIBT teilzunehmen. Meyers Taylor qualifizierte sich als dritte der US-Ausscheidungsrennen für den Weltcup-Kader und gab im Dezember 2014 in Calgary ihr Weltcup-Debüt im Vierer und belegte den 16. Platz. Im Zweierbob-Weltcup entschied sie sechs der acht Saisonrennen für sich und gewann damit erstmals die Gesamtwertung vor Humphries und Jazmine Fenlator. Bei der anschließenden Bob-Weltmeisterschaft 2015 in Winterberg wurde sie mit Cherrelle Garrett erstmals Weltmeisterin im Zweierbob. In der Saison 2015/16 bestritt Meyers Taylor nur vier Rennen im Weltcup, wobei sie die beiden letzten Rennen des Winters gewinnen konnte. Daneben gewann sie zwei Rennen im Europacup. Bei der Bob-Weltmeisterschaft 2016 in Igls erreichte sie mit Lauren Gibbs die Bronzemedaille.

## Erfolge

### Weltcupsiege
Zweierbob
| Nr. | Datum         | Ort            | Bahn                                              |
| --- | ------------- | -------------- | ------------------------------------------------- |
| 1.  | 6. Feb. 2009  | Whistler       | Whistler Sliding Centre                           |
| 2.  | 6. Dez. 2013  | Park City      | Bobbahn Park City                                 |
| 3.  | 7. Dez. 2013  | Park City      | Bobbahn Park City                                 |
| 4.  | 13. Dez. 2014 | Lake Placid    | Olympia-Bobbahn Lake Placid                       |
| 5.  | 20. Dez. 2014 | Calgary        | Bob- und Rennschlittenbahn im Canada Olympic Park |
| 6.  | 9. Jan. 2015  | Altenberg      | Rennschlitten- und Bobbahn Altenberg              |
| 7.  | 30. Jan. 2015 | La Plagne      | Bob- und Rennschlittenbahn La Plagne              |
| 8.  | 6. Feb. 2015  | Innsbruck-Igls | Olympia Eiskanal Igls                             |
| 9.  | 14. Feb. 2015 | Sotschi        | Sliding Center Sanki                              |
| 10. | 6. Feb. 2016  | St. Moritz     | Olympia Bob Run St. Moritz–Celerina               |
| 11. | 26. Feb. 2016 | Königssee      | Kombinierte Kunsteisbahn am Königssee             |
| 12. | 13. Jan. 2017 | Winterberg     | Bobbahn Winterberg                                |
| 13. | 21. Jan. 2017 | St. Moritz     | Olympia Bobrun St. Moritz–Celerina                |
| 14. | 27. Jan. 2017 | Königssee      | Kunsteisbahn Königssee                            |
| 15. | 4. Feb. 2017  | Innsbruck-Igls | Olympia Eiskanal Igls                             |
| 16. | 13. Jan. 2018 | St. Moritz     | Olympia Bobrun St. Moritz–Celerina                |
| 17. | 26. Jan. 2019 | St. Moritz     | Olympia Bobrun St. Moritz–Celerina                |
| 18. | 15. Feb. 2019 | Lake Placid    | Olympia-Bobbahn Lake Placid                       |
| 19. | 2. Jan. 2022  | Sigulda        | Bobbahn Sigulda                                   |

Monobob
| Nr. | Datum         | Ort        | Bahn                               |
| --- | ------------- | ---------- | ---------------------------------- |
| 1.  | 24. Jan. 2025 | St. Moritz | Olympia Bobrun St. Moritz–Celerina |
| 2.  | 25. Jan. 2025 | St. Moritz | Olympia Bobrun St. Moritz–Celerina |